# Sabine Carbon
Sabine Carbon (* 1963 in Schweinfurt) ist eine deutsche Dokumentarfilmerin und Schriftstellerin.

## Leben
Sabine Carbon wuchs in Schweinfurt und später in Landsberg auf. Nach dem Abitur studierte sie zunächst in München und ab 1986 in Berlin Germanistik, Archäologie und Ur- und Frühgeschichte. Für den Berliner Tagesspiegel schrieb sie während ihres Studiums Filmkritiken. Nach Beendigung ihres Studiums arbeitete Carbon zunächst in einem Architekturbüro. Nach einem Volontariat bei einem Fernsehsender begann sie Dokumentarfilme zu drehen.
Für die Fernsehreihe Bilderbuch der ARD drehte sie Filme über Berlin-Wannsee (2002), Berlin-Schöneberg (2003), Berlin-Mitte (2005) und Berlin-Tegel (2008) sowie im Rahmen der Reihe Deutsche Lebensläufe einen Film über Harry Graf Kessler (2005). Sie porträtierte 2008 den Dramatiker Moritz Rinke und 2009 den Schauspieler Uwe Ochsenknecht für die Reihe Mein Leben des Fernsehsenders Arte sowie 2010 den Unterhaltungskünstler Helge Schneider für Deutschland, deine Künstler. 2015 drehte sie einen Film über die Modeschöpferin Elsa Schiaparelli. 2017 folgten Dokumentationen über die US-Schauspielerinnen Bette Davis und Gena Rowlands.
Daneben ist Sabine Carbon seit 2003 schriftstellerisch tätig und verfasst Kinderbücher.

## Filmografie
- 2002–2008: Bilderbuch (vier Folgen)
- 2004: Noble Adressen
- 2005: Deutsche Lebensläufe (eine Folge)
- 2008–2009: Mein Leben (zwei Folgen)
- 2009: Liebe ohne Grenzen
- 2010: Deutschland, deine Künstler (eine Folge)
- 2010: Jetset in den Sixties – Das süße Leben der Schönen und Reichen
- 2013: Fame – Hunger nach Ruhm
- 2014: Busenwunder – Geheimnisse eines herausragenden Körperteils
- 2015: Elsa Schiaparelli: Mode ist Kunst
- 2017: Bette Davis: Größer als das Leben
- 2017: Gena Rowlands: Unabhängig im Kino und im Leben
- 2021: Die Puppenspieler von Catania

## Kinderbücher
- mit Barbara Lücker und Maren Barber: Der Garten am Wannsee. Maria besucht Max Liebermann. Edition Saba, Berlin 2003, ISBN 978-3-00-012490-7.
- mit Barbara Lücker und Maren Barber: Ein relativ verrückter Sommer. Maria besucht Albert Einstein in Caputh. Edition Saba, Berlin 2005, ISBN 978-3-9810097-2-9.
- mit Barbara Lücker und Maren Barber: Die magische Mozartkugel. Maria trifft Wolfgang Amadé Mozart. Edition Saba, Berlin 2005, ISBN 978-3-9810097-4-3.
- mit Barbara Lücker und Maren Barber: Ohne Schein kein Sein. Maria rettet Karl Marx. Edition Saba, Berlin 2006, ISBN 978-3-9810097-5-0.
- mit Barbara Lücker und Maren Barber: Willy – die Geschichte eines deutschen Bundeskanzlers. Edition Saba, Berlin 2007 (?), ISBN 978-3-9810097-8-1.
- mit Maren Blaschke: Maria und der Geist der Architektur. Edition Saba, Berlin 2012, ISBN 978-3-9810097-9-8.
- mit Barbara Lücker und Maren Barber: Nofretete muss getröstet werden. Marias Abenteuer in Ägypten. Edition Saba, Berlin 2007, ISBN 978-3-940909-03-9.
- Chichi, der größte Hund der Welt. Edition Saba, Berlin 2015, ISBN 978-3-940909-05-3.
- Das Dreieck, das Viereck, der Kreis und der Strich. Edition Saba, Berlin 2019, ISBN 978-3-940909-06-0.